# یوجی شیمادا
یوجی شیمادا (انگلیسی: Yuji Shimada؛ زادهٔ ۲۴ نوامبر ۱۹۶۶) داور هنرهای رزمی ترکیبی و کشتی کج اهل ژاپن است.